# ララミー (ワイオミング州)
ララミー（英: Laramie）は、アメリカ合衆国ワイオミング州の都市であり、オールバニ郡の郡庁所在地である。人口は3万1407人（2020年）。ワイオミング州南東部のララミー川沿いにあり、州都シャイアンの西、州間高速道路80号線とアメリカ国道287号線が交差するところにある。
ララミーは19世紀半ばにそこでララミー川を横切ったユニオン・パシフィック鉄道沿線に開拓された。ワイオミング大学、ワイオミング工科大学およびララミー郡コミュニティカレッジ支部が本拠を構えている。ララミー地域空港が利用可能である。ララミー市ができる以前から存在した陸軍のサンダース砦の廃墟が国道287号線沿い、ララミー市の真南にある。スノーイー山脈とララミー山脈に囲まれたララミー渓谷にあるララミー市には、アウトドア活動の環境が豊富なので、アウトドアファンを惹き付けている。

## 歴史
ララミーの名はフランス人あるいはフランス系カナダ人の罠猟師で、1810年代遅くにララミー山脈に入り、消息が絶えたジャック・ララミーに因んだものである。ジャック・ララミーはこの地域を訪れた初期ヨーロッパ人の一人であり、その名前が川、山脈、峰、アメリカ軍の砦、郡、およびこの市に与えられた。ワイオミング州内では、ジム・ブリッジャーに続いてその名前が多く使われている罠猟師である。
ララミーは1860年代半ばに、オーバーランド・トレイルの駅馬車道と最初の大陸横断鉄道のうちユニオン・パシフィック鉄道が受け持った部分に近いテント村として設立された。1868年5月10日に最初の列車が町に入ったときには、起業家達がより恒久的な建物を建設中であり、間もなく店舗、家屋、学校および教会が造られた。
ララミーは当初無法地帯だった。初代市長M・C・ブラウンは1868年の半ばに、この町は「統治できない」と言って、大荒れの3週間後に辞任した。これは西部開拓時代初期のガンマンであった"ビッグ"・スティーブ・ロング、コン・モイアーおよびエース・モイアーの異母兄弟3人組から脅迫を受けたことが大きな原因だった。ロングはララミーの初代連邦保安官であり、その兄弟は「血の手おけ」という酒場を所有していた。3人組は開拓者達に嫌がらせを始め、その資産の譲渡契約書に署名を強いた。これを拒んだ者は誰もが大抵はロングに銃撃戦を挑むように仕向けられて殺された。1868年10月までにロングは13人を殺した。
しかし、オールバニー郡の初代保安官で牧場主のN・K・ボスウェルが「自警団」を組織し、10月28日に「血の手おけ」に乗り込んで3人組を捕まえ、通りを下ったところにある未完成の丸太小屋で私刑にした。他にも私刑や他の形態の脅迫が続いた後で、自警団が「無法分子」を減らし、形だけでも法と秩序を回復した。
1869年、ワイオミングはワイオミング準州として組織され、その最初の議会が準州内の女性に政治的平等権を認める法律を可決した。1870年、ララミーの5人の女性が世界でも初めて陪審員を務めた女性となった。またララミーは1870年9月6日にワイオミングで初めて市議会選挙を行った町となったので、アメリカ合衆国で初めて女性が政治的な投票を行ったところとなった。
初期の事業としては、圧延工場、枕木処理場、レンガ工場、食肉処理場、蒸留所、ガラス吹き工場、および石こう工場などがあり、鉄道の操車場もあった。1886年には発電プラントが建設された。1880年に設立されたララミー・ノースパーク・アンド・パシフィック鉄道・電報会社や、1901年に設立されたララミー・ノースパーク・アンド・ウェスタン鉄道を含み幾つかの地域鉄道会社がララミーを拠点にした。

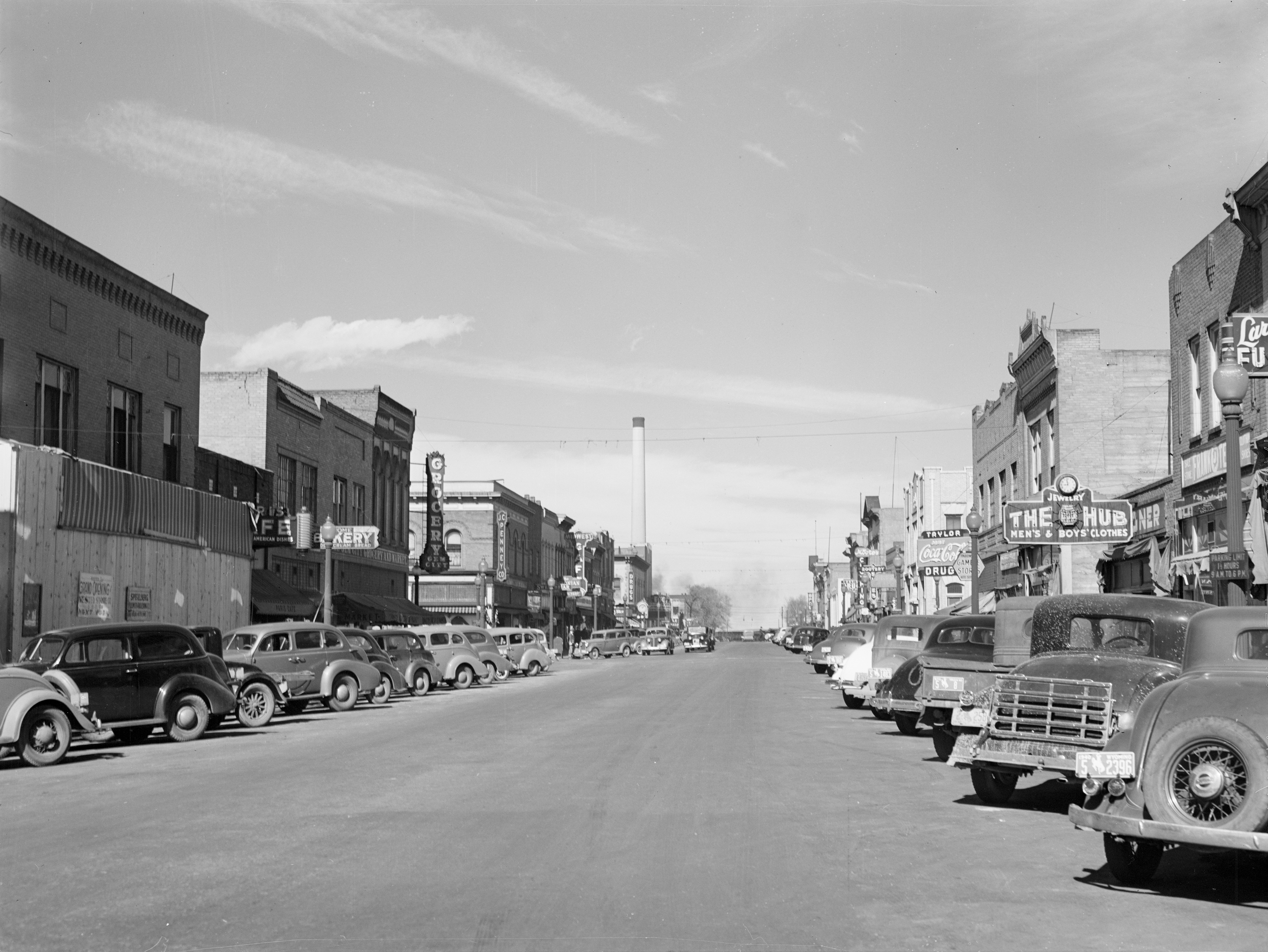
1940年代のララミー中心街

1886年にフランシス・E・ウォーレン知事が署名した法によりワイオミング大学が設立された。ララミーがその場所として選ばれ、1887年に開校した。公有地認可大学法とも呼ばれるモリル法の条件で、1891年に農学部と実験施設が追加された。
1998年にワイオミング大学生、マシュー・シェパードが殺害されたことで、ララミーは世界的な悪評を得た。このことでゲイ憎悪に起因する犯罪に対して国際的な抗議を生じさせ、国中の運動の象徴になった。これはベルリン国際映画祭などで賞を得た戯曲かつ映画の『ララミー・プロジェクト』の主題になった。
2004年、ララミーは酒場、レストランおよびプライベートクラブなど閉じられた空間での喫煙を禁止したことでは、ワイオミング州でも初めての都市になった。R.J.レイノルズ・タバコ・カンパニーに一部資金を与えられた室内空気清浄条例の反対者達が即座に条例の撤廃を請願した。しかし、2004年の一般選挙と同時に行われた住民投票では有権者達がこの条例を支持した。反対者達は様々な不法性を言い立てて、裁判所に住民投票の無効を申し立てした。しかし、裁判官は反対者達が住民投票結果と条例に関わる重大な問題を示す責務を果たせなかったと裁定し、条例は2005年4月に効力を発し、現在まで続いている。2005年8月、ララミー市政委員会は酒場やプライベートクラブでの喫煙を認める条例改正の試みを却下した。

## 地理と気候
ララミーは北緯41度18分47秒 西経105度35分14秒 / 北緯41.31306度 西経105.58722度に位置する。アメリカ合衆国国勢調査局によれば、市域全面積は11.2平方マイル (28.9 km2)、このうち陸地は11.1平方マイル (28.8 km2)、水面は0.04平方マイル (0.1 km2)で水域率は0.18％である。
.
ララミーは約30マイル (48 km) 西にあるスノーイー山脈と、約7マイル (11 km) 東にあるララミー山脈に挟まれる高原にある。市の標高は約7,165フィート (2,184 m) である。ララミー川が市内を抜けてララミー山脈の東でノースプラット川に合流する。
ララミー市は州都シャイアンから西に約41マイル (66 km)、コロラド州デンバーからは北に約113マイル (181 km) の位置にある。アメリカ国道30号線と287号線、および州間高速道路80号線が走っており、今もユニオン・パシフィック鉄道の重要な結節点である。

ララミーの平均年間降水量は約10インチ (250 mm) に過ぎず、1年間で雨が降る日は平均26日である。1年に1度だけ90°F(32℃)以上になる日がある。1月の平均気温は21°F(−6.1℃)、7月の平均気温は64°F(18℃)である。年間降雪量は平均42インチ (107 cm) である。標高が高いので冬が長く、夏は短くて比較的冷涼である。
| ワイオミング州ララミーの気候 | ワイオミング州ララミーの気候 | ワイオミング州ララミーの気候 | ワイオミング州ララミーの気候 | ワイオミング州ララミーの気候 | ワイオミング州ララミーの気候 | ワイオミング州ララミーの気候 | ワイオミング州ララミーの気候 | ワイオミング州ララミーの気候 | ワイオミング州ララミーの気候 | ワイオミング州ララミーの気候 | ワイオミング州ララミーの気候 | ワイオミング州ララミーの気候 | ワイオミング州ララミーの気候 |
| 月                           | 1月                          | 2月                          | 3月                          | 4月                          | 5月                          | 6月                          | 7月                          | 8月                          | 9月                          | 10月                         | 11月                         | 12月                         | 年                           |
| ---------------------------- | ---------------------------- | ---------------------------- | ---------------------------- | ---------------------------- | ---------------------------- | ---------------------------- | ---------------------------- | ---------------------------- | ---------------------------- | ---------------------------- | ---------------------------- | ---------------------------- | ---------------------------- |
| 平均最高気温 °C （°F）       | 0 (33)                       | 1 (35)                       | 3 (39)                       | 10 (51)                      | 16 (61)                      | 22 (72)                      | 26 (80)                      | 26 (79)                      | 21 (71)                      | 15 (59)                      | 5 (42)                       | 1 (35)                       | 12 (55)                      |
| 平均最低気温 °C （°F）       | −12 (9)                      | −11 (11)                     | −8 (16)                      | −3 (25)                      | 1 (34)                       | 5 (42)                       | 8 (48)                       | 8 (47)                       | 3 (38)                       | −1 (29)                      | −8 (17)                      | −11 (12)                     | −2 (27)                      |
| 降水量 mm （inch）           | 10 (0.4)                     | 10 (0.4)                     | 15 (0.6)                     | 20 (0.8)                     | 40 (1.4)                     | 30 (1.2)                     | 40 (1.5)                     | 30 (1.2)                     | 20 (0.7)                     | 20 (0.7)                     | 10 (0.6)                     | 5 (0.3)                      | 250 (9.8)                    |
| 出典：Weatherbase 2007/8     |                              |                              |                              |                              |                              |                              |                              |                              |                              |                              |                              |                              |                              |

## 人口動態
以下は2000年国勢調査による人口統計データである。出典:
| 基礎データ - 人口: 27,204人 - 世帯数: 11,336世帯 - 家族数: 5,611家族 - 人口密度: 942.9人/km2（2,442.5人/mi2） - 住居数: 11,994軒 - 住居密度: 415.7軒/km2（1,076.9/mi2） 人種別人口構成 - 白人: 90.81% - アフリカン・アメリカン: 1.24% - ネイティブ・アメリカン: 0.89% - アジア人:1.92% - 太平洋諸島系: 0.06% - その他の人種: 2.89% - 混血: 2.19% - ヒスパニック・ラテン系: 7.94% 年齢別人口構成 - 18歳未満: 17.5% - 18-24歳: 31.8% - 25-44歳: 25.8% - 45-64歳: 16.8% - 65歳以上: 8.1% - 年齢の中央値: 25歳 - 性比（女性100人あたり男性の人口） - 総人口: 107.0 - 18歳以上: 106.7 | 世帯と家族（対世帯数） - 18歳未満の子供がいる: 23.0% - 結婚・同居している夫婦: 38.3% - 未婚・離婚・死別女性が世帯主: 8.0% - 非家族世帯: 50.5% - 単身世帯: 33.2% - 65歳以上の老人1人暮らし: 6.4% - 平均構成人数 - 世帯: 2.19人 - 家族: 2.83人 収入と家計 - 収入の中央値 - 世帯: 27,319米ドル - 家族: 43,395米ドル - 性別 - 男性: 30,888米ドル - 女性: 22,009米ドル - 人口1人あたり収入: 16,036米ドル - 貧困線以下 - 対人口: 22.6% - 対家族数: 11.1% - 18歳未満: 15.7% - 65歳以上: 8.3% |

## 芸術と文化

### 毎年の文化行事
ララミー・ジュビリーデーズは毎年独立記念日（7月4日）前後の数日間に祝われる。毎年行われる催しとしては、無料の食事、ライブミュージック、ゲーム、遊園地式の乗り物、ストリート・フェア、パレード、ソフトボールのトーナメントおよびロデオなどである。

### 博物館、コンサートホール
ワイオミング大学の地質学博物館は一般公開されており、恐竜の展示を始め、50,000種以上の分類された鉱物、石および化石標本を収めている。ワイオミング大学美術館ではギャラリー展示、講義、ワークショップ、授業および公開ツアーが年中行われている。キャンパスにあるファインアート・コンサートホールでは学期の間にしばしばコンサートやリサイタルが催されている。市内の中心近く、アイビンソン邸宅にはララミー・プレーンズ博物館が入っている。ワイオミング子供博物館と自然センターでは3歳以上の子供に対話型展示や陶芸教室を開いている。

### 図書館
ララミー中心街近くにオールバニー郡図書館システムの中央図書館があり、大人と子供のために幅広い資料を備えている。このシステムの支部図書館は、ララミーから28マイル (45 km) 西のセンテニアルと、32マイル (51 km) 北西のロックリバーにある。ワイオミング大学の主要図書館であるウィリアム・ロバートソン・コー図書館には、事業、教育、美術、科学、人文・社会科学に関する一般研究用資料の他に、視聴覚用資料や政府文献収集品も備えている。ブリンカーホフ地質学図書館には、地質学、地球物理学、自然地理学、鉱業と石油の地質学、および地質工学に特化した文献を備えている。ワイオミング大学科学複合施設の地下にある高密度貯蔵施設であるジョージ・W・フーパー法律図書館、教師と児童のための教材がある学習資料センターとしてのロッキーマウンテン・ハーバリアム図書館、およびアメリカン・ヘリテージ・センターと呼ばれる古文書、稀覯本および原稿保管所が大学内にある。

### 国指定歴史史跡

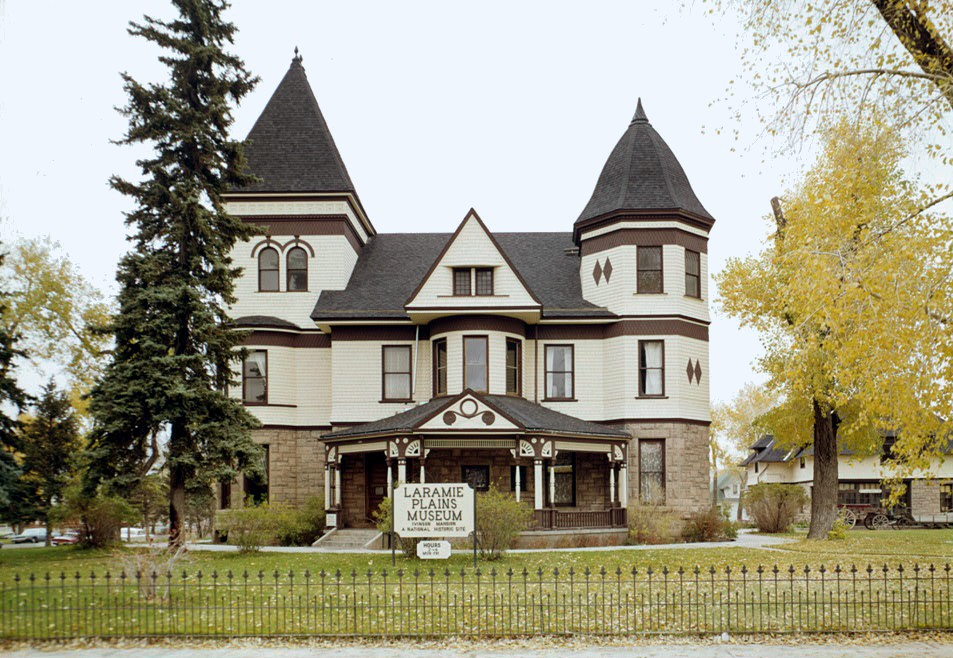
アイビンソン邸宅

ララミーでは、ワイオミング準州刑務所など21箇所が国指定歴史史跡に登録されている。刑務所には、19世紀後半の辺境社会から持ってきた建物やその他の展示物がある。他の史跡としては、ララミー中心街歴史地区、アイビンソン邸宅と敷地、ワイオミング大学キャンパスの本館、オックスフォード馬牧場の馬屋、バス牧場、バスの家並み、チャールズ・E・ブレアの家、ジョン・D・コンリーの家、クーパー邸宅、イーストサイド学校、サンダース砦守衛所、ウィリアム・グッデイルの家、レーマン・トンネル邸宅、リンカーン学校、リチャードソンのオーバーランド・トレイル牧場、セントマシューズ大寺院、セントパウルス教会、ユニオン・パシフィック・アスレチッククラブ、およびビーバー牧場ロッジなどがある。

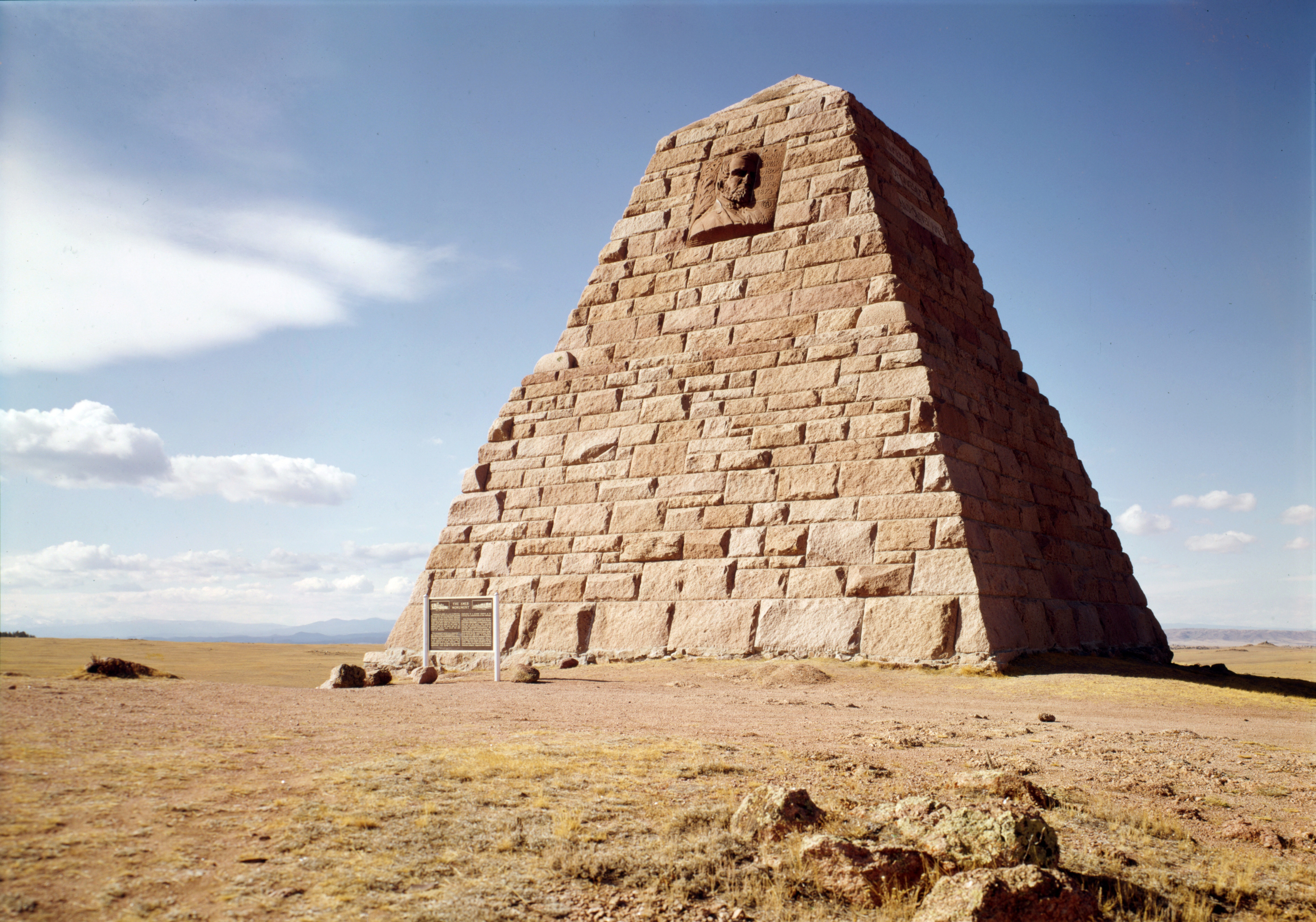
エイムズの記念碑

オールバニー郡でララミーに近い2箇所が国指定歴史史跡に登録されている。市の東約20マイル (32 km) にはエイムズの記念碑があり、マサチューセッツ州選出のアメリカ合衆国下院議員で共和党のオークス・エイムズと、オリバー・エイムズ・ジュニアの兄弟に献げられる石灰岩の大きなピラミッドである。この兄弟は最初の大陸横断鉄道の中でユニオン・パシフィック鉄道部分の建設に影響力があった。オークス・エイムズはクレディット・モビリエ・スキャンダルに巻き込まれ、下院で非難された。もう一つの史跡はコモの崖であり、ララミーの北西32マイル (51 km) のロックリバーとメディシンボウの間に東西に延びる長い尾根である。この尾根の地層では後期ジュラ紀の恐竜を含み化石が見つかっている。

## スポーツ

### 屋外スポーツ
スポーツを楽しむ人々にはララミー山脈とスノーイー山脈に挟まれた標高約7,165フィート (2,184 m) のララミーとその近辺で多くのことができることを発見できる。人気のある活動としては、スキー、スノーモービル、マウンテンバイク乗り、狩猟、釣りおよびハイキングである。
メディシンボウ・ノルディック協会のボランティアがアメリカ合衆国農務省森林局と協力して、ララミー市の東約10マイル (16 km) のララミー山脈の一部にクロスカントリースキーのコースを維持、整備している。西ではスノーイー山脈クロスカントリー・スキーのコースがセンテニアルの西にある国立森林を抜けており、もう一つのコースはウッヅランディング近く、ララミーの南西32マイル (51 km) の易しい地形を走っている。スノーモービルの長いコースが森を抜けて走っており、多くの森はスノーシューを使った移動が可能である。
ララミーの西30マイル (48 km) でワイオミング州道130号線から入るスノーイー山脈スキー地域では、初心者コースから上級コースまで27のダウンヒル・スキーとスノーボードのコースがある。
ララミーはマウンテンバイク乗りの中心である。マウンテンバイクのコースはララミー山脈とスノーイー山脈の森を曲がりくねって通じている。ララミー自転車ネットワークの一部であるメディシンボウ・マウンテンバイク・パトロールは非営利ボランティア組織であり、森林局と協力してララミーの東にあるマウンテンバイクのコースをパトロールし、維持にあたっている。これらのコースの一つにメディシンボウ・レール・トレイルは長さ21マイル (34 km) のマウンテンバイク用コースであり、2005年から2007年の間に廃止された鉄道の路床を使って建設された。ララミー・エンデュロ111Kは、総延長111マイル (178 km) の耐久マウンテンバイク・レースであり、毎年ララミー山脈コースで開催されている。
その他毎年開催される行事として、2月にスノーイー山脈で開催されるポーカーラン・リクリエーションスキーレース、4月に行われる地元の酒場を中継点とするツール・ド・ララミー自転車ラリーがある。メディシンボウ国立の森で開催される一連のランニングとウルトラランニングの行事であるワイオミング・マラソン大会は毎年戦没将兵追悼記念日（5月末）の週末に開催されている。
ララミーとその近傍ではマス釣り (Trout fishing) が人気のあるスポーツである。コロラド州から北流してワイオミング州に入るララミー川、2つの山脈の小さな渓流、さらにはララミー盆地にある多くの小さな湖が釣り場である。

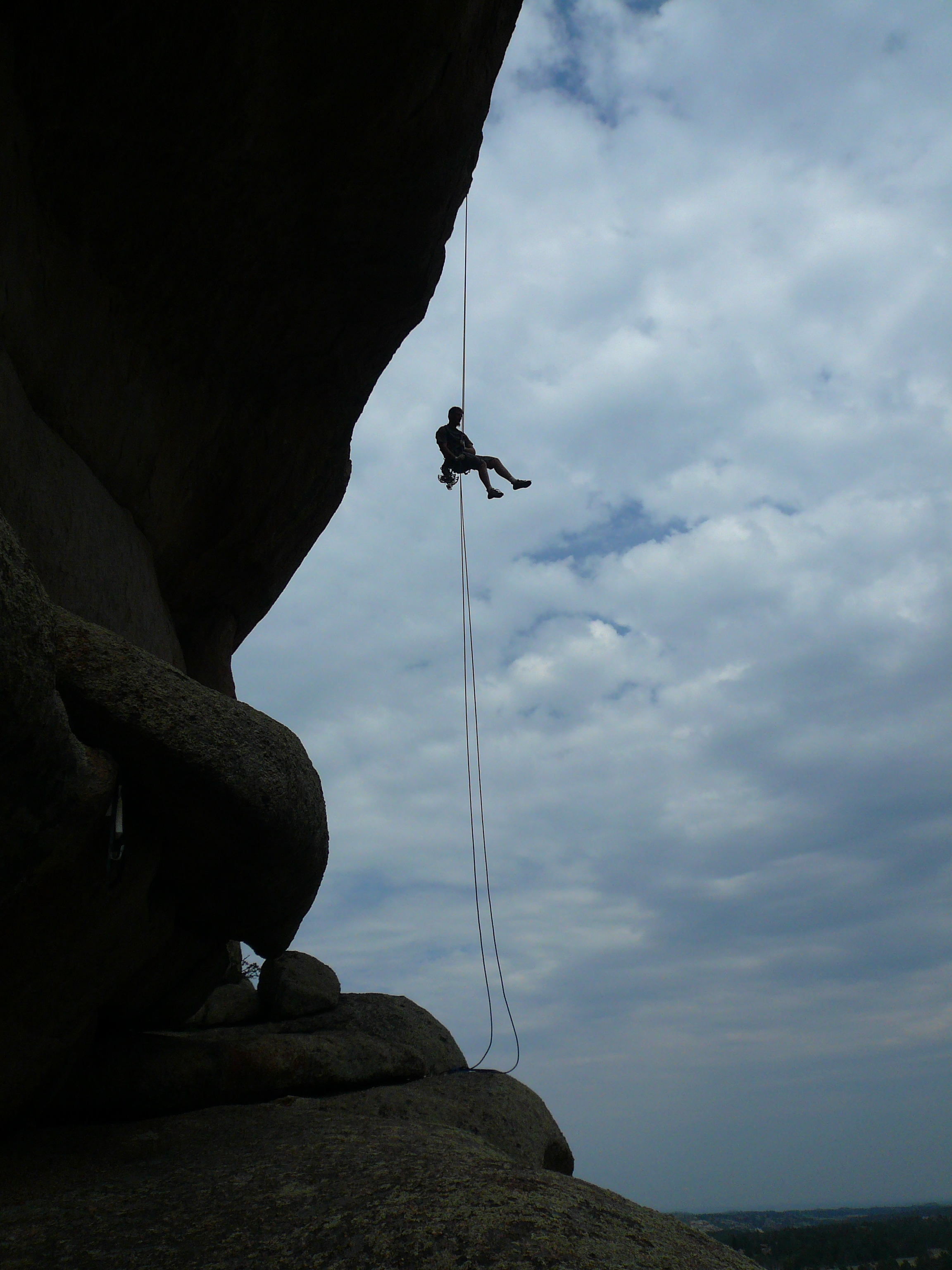
ベドーウーの登山家

ロッククライミング、ハイキングおよびキャンピングのためには、ララミーの東16マイル (26 km) で州間高速道路80号線から外れ、メディシンボウ・ルート国立の森にある広さ10平方マイル (26 km2) に渡って石灰岩の板、巨岩および崖が集まるベドーウーが注目される所である。
ララミーの近くで人気のある他のアウトドア・スポーツとして、キャンピング、ピクニック、ララミー川とノースプラット川の筏乗り、ミュールジカ、エルク、ムース、プロングホーン・アンテロープなど野生動物の観察、および一般的な景観観光がある。ワイオミング州道130号線の回廊はスノーイー山脈を抜ける延長27マイル (43 km) の区間が国立の森シーニックバイウェイに指定されている。

## 公園とリクレーション
ララミー市には14の市民公園があり、そこには運動場、夏の子供用プール、ジョギングと自転車の道、野球とソフトボールのグラウンド、スケートボード場、蹄鉄投げ場、テニスコート、バレーボールコート、フィットネスサーキット場、サッカー場、ピクニック用テーブル、川釣り場、および季節により放流される釣り池がある。ララミー市住人はワイオミング大学にある18ホールのゴルフコースや、スカッシュコート、ハンドボールコート、野球場、バスケットボールコート、フリークライミング用の壁、およびフットボール、サッカーおよび陸上競技に使う競技場など大学内の様々な施設を利用できる。
地域社会リクレーションセンターには、屋外水泳プール、屋内プール、8コースのある競泳プール、ウォータースライド、フルコートの体育館、有酸素運動装置、ウェイトトレーニング場、および屋内運動場があり、成人にはフィットネス、青年にはバレーボール、児童にはバスケットボールと水泳を指導している。地域社会アイスアリーナは10月から3月半ばまで開館され、アイススケート、スケートのレッスン、アイスホッケー、シンクロスケート、成人男女のブルームボールなど氷に関係する活動を行っている。子供のアイスホッケークラブ、フィギュアスケートクラブ、大学のアイスホッケーチーム、および成人の接触禁止型アイスホッケーチームなど一般の公的用途でこのアリーナを使っている。

## 市政

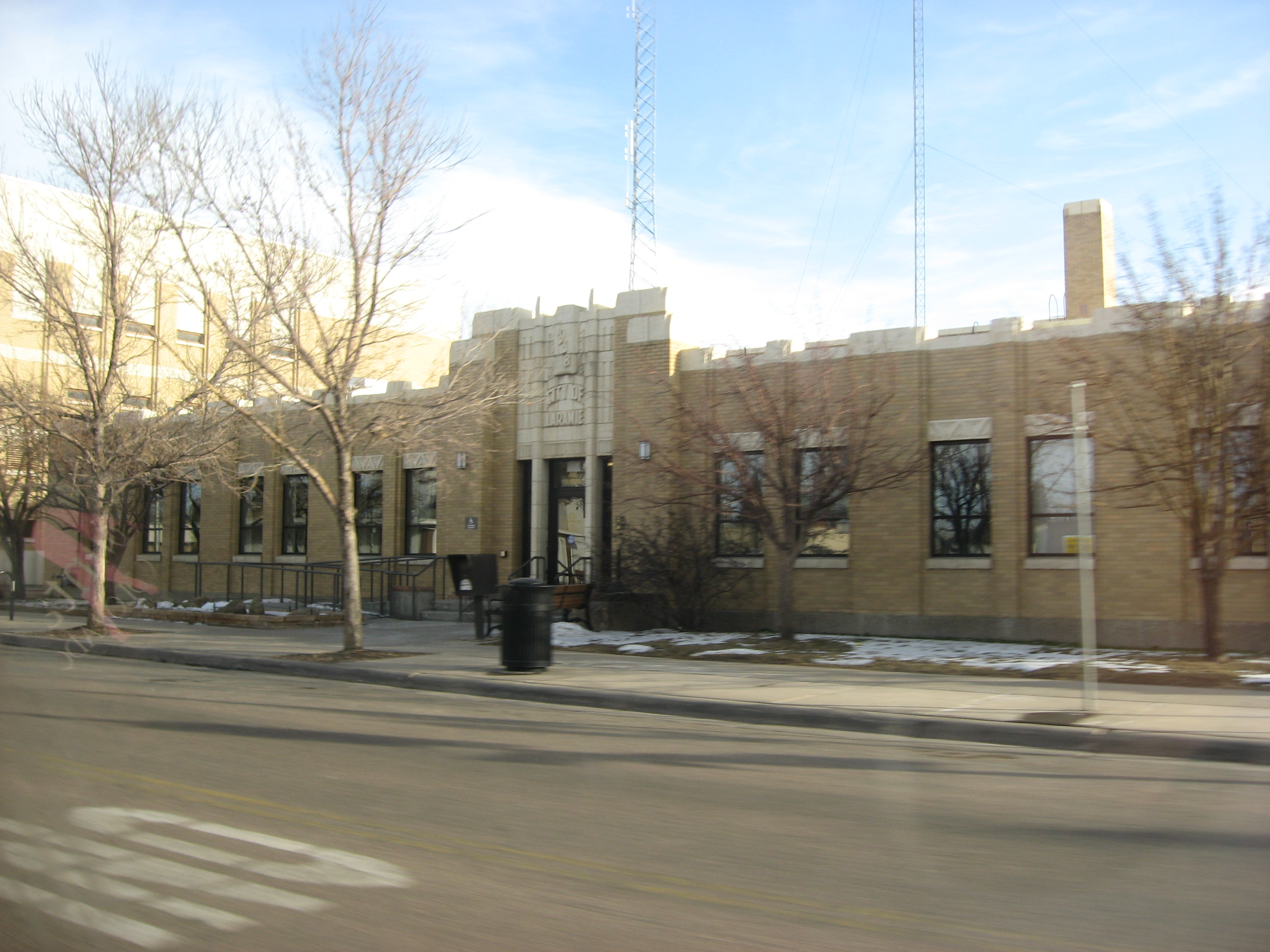
市役所

ララミーの市政は市政委員会・マネジャー方式を採っている。会議体である市政委員会には9人の議員がおり、重なり合う4年間の任期を務める。市政委員会が政策を決め、予算を承認し、条例を通し、諮問委員会にボランティアを指名し、市職員を監督している。
委員の2人は全市から選ばれた議員であり、7人はそれぞれ選挙区から選ばれた議員である。委員会は2年ごとに1月に開催される最初の議会で市長と副市長を指名している。2007年1月2日、委員会はクラウス・ハンソンを市長に、セス・カーソンを副市長に指名した。
ララミーはオールバニー郡の郡庁所在地であり、郡庁舎、裁判所および郡図書館がある。

## 教育
オールバニー郡第1教育学区がララミーに本拠を置き、ララミー、センテニアル、ロックリバーおよび田園地帯を含む広さ4,000平方マイル (10,400 km2) の地域にある19の公立学校を管轄している。全部で3,400人の生徒がこれらの学校に通学している。このうちララミー地区には7つの小学校、2つの中等学校とララミー高校、ホワイティング高校がある。チャーター・スクールのスノーイー・レンジ・アカデミーでは7年生までの生徒を教えている。カトリック教系学校のセントローレンスは6年生までの生徒を教えている。
ワイオミング大学の主キャンパスはララミーにある。2005年では、学部生、大学院生、研究員合わせて約10,000人の学生が学んでいる。ララミー郡コミュニティカレッジのオールバニー郡キャンパスもララミーにある。またワイオミング工科大学もララミーにキャンパスがあり、自動車、ディーゼル機関および修理産業の職業訓練を行っている。

## メディア
「ララミー・ブーメラン」がララミーの主要新聞である。ワイオミング大学では学生が「ブランディング・アイアン」を発行している。リバートンにあるセントラル・ワイオミング・カレッジに認可されたワイオミング公共テレビ、KCWC-TVはララミー近くに送信機がある。さらにララミーから発信しているラジオ局には次のものがある。
- KUWR、91.9 FM、ワイオミング公共ラジオ
- KUWY、88.5 FM、ワイオミング公共ラジオ、クラシック音楽
- KUWL、90.1 FM、ワイオミング公共ラジオ、ジャズ[40]
- KOCA-LP、93.5 FM、バイリンガル
- KCGY、95.1 FM、カントリーミュージック
- KIMX、104.5 FM、Top 40
- KRQU、98.7 FM、クラシック・ロック
- KHAT、1210 AM、スポーツ
- KOWB、1290 AM、ニュースとトーク[41]

## インフラ

### 交通
スカイウェスト航空がララミー地域空港とコロラド州デンバーとの間の商業路線を毎日運行している。ララミー地域空港は中心業務地区から西に3マイル (5 km) にあり、ララミー市とオールバニー郡によって運営され資金提供を受けている。商業路線に加えて、私的用途や社用にも使われ、またワイオミング大学の大気研究用飛行機も使っている。また市内にはグレイハウンドのバス停がある。

### 公共施設
ララミー市公共施設部は市の上水を提供し、近代的設備で処理している。水源は最大の資源であるビッグララミー川とキャスパー帯水層の井戸がある区域である。市の下水は1998年に古い処理場に代わって運転を始めた下水処理場で処理されている。固形廃棄物部は市の北約1マイル (1.6 km) にある市所有の埋め立て場を運営している。ゴミ収集は各戸あたり週2回行われている。街路部はララミーの総延長135マイル (216 km) の道路と31マイル (50 km) の路地を修繕し維持している。

## 著名な住人と出身者
- クレイグ・アーノルド、詩人
- サーマン・アーノルド、弁護士
- ジム・ビーヴァー、俳優
- ラリー・バーレッフィ、1947年から1986年までワイオミング大学のスポーツチームであるワイオミング・カウボーイズのフットボールとバスケットボールの全試合を実況中継したアナウンサー
- ジェシカ・クロス、オリンピックに出場した陸上競技選手
- フランソワ・ディックマン、在クウェートアメリカ合衆国大使（1979年–1983年）
- シェリダン・H・ドーニー、カリフォルニア州選出のアメリカ合衆国上院議員（1939年-1951年）、民主党員
- ジョージ・フリソン、考古学者
- グレイス・レイモンド・ヒーバード、西洋史作家、ワイオミング大学元理事で教授
- H・L・"ハーベイ"・ヒックス、詩人、研究者
- リチャード・ホーネーカー、弁護士、元議員、アメリカ合衆国地区判事の被任命者
- サラ・コンラッド、オリンピック選手
- ウィリアム・マロイ、イースター島（ラパ・ヌイ）と平原インディアンの考古学者
- チップ・ローリンズ、著作家、アウトドア好きの人
- マシュー・シェパード、殺人事件の被害者
- ゲーリー・スペンス、弁護士、著作家